# اندرو جکسون برایانت
اندرو جکسون برایانت (Andrew Jackson Bryant) مشهور به ای. جی. برایانت (A.J. Bryant) (زادهٔ ۱۸۳۱ - درگذشتهٔ ۱۸۸۸)، از دسامبر ۱۸۷۵ الی دسامبر ۱۸۷۹ همزمان با یک رکود اقتصادی طولانی که سانفرانسیسکو و بقیه کشور را متأثر کرده بود، هفدهمین شهردار شهر سانفرانسیسکو ایالت کالیفرنیا بود. برایانت حامی هشت ساعت کار در روز و همچنین قانون توقف مهاجرت کارگران چینی به این ایالت بود. او که یک شخص مشهور در صنعت بیمه و ورزشکار بود، در خلیج سانفرانسیسکو بعد از سقوط از قایق غرق شد.

## زندگی‌نامه

### جوانی و اوایل زندگی
طبق آگهی درگذشتش، برایانت در افینگهام، نیوهمپشایر در تاریخ ۳۰ اکتبر، ۱۸۳۱ زاده شده بود. او در جوانی از آخرین نقطه آمریکای جنوبی الی سانفرانسیسکو، جاییکه بعد از رسیدنش در سال ۱۸۵۰ بی‌درنگ به سرزمین طلایی کالیفرنیا رفت، قایق‌رانی کرد. اگرچه پس از «یک سال کار طاقت فرسا»، او به سانفرانسیسکو «جهت درمان پزشکی» برگشت و سپس به بنیسیای کالیفرنیا رفت و در آنجا از سال ۱۸۵۴تا ۱۸۵۵ به عنوان مارشال شهر و در ۱۸۵۶ به عنوان معاون کلانتری خدمت کرد.: 95 : 139, 140, 162, 170 
در سال ۱۸۵۶ مجلس قانون‌گذاری کالیفرنیا در بنیسیا تشکیل جلسه نمودند و زمانیکه این مجلس منحل شد، برایانت به مرکز جدید ایالت کالیفرنیا، ساکرامنتو رفت و در آنجا کسب و کار کالا را همراه با جورج دبلیو چسلی و جورج ال برادلی که به مدت چهار سال دوام نمود، آغاز کرد. سپس او «این کسب و کارش را به حراج گذاشت و کسب و کار عمده فروشی مشروب را همراه با آقای موریسون به راه انداخت». بعداً به سانفرانسیسکو برگشته و در شرکت‌های چون دفتر بیمه و کسب و کار انتقالات کار کرد.: 95 

### خانواده
برایانت دو بار ازدواج کرد که از همسر اولیش شش فرزند داشت. دختر بزرگش بعدها همسر شهردار شهر نیویورک ویلیام راسل گریس بود. ازدواج دومش در سال ۱۸۷۰ بود. در ۱۸۷۷ دختر دیگرش ماری با جورج آوری ازدواج نمود.

### حرفه
در سانفرانسیسکو برایانت در حزب دموکرات فعالیت می‌کرد و در سال ۱۸۶۶ او توسط رئیس‌جمهور اندرو جانسون به عنوان افسر نیروی دریایی «همراه با تمام افتخارات و مزایایی که از آن حاصل می‌شود» مقرر شد. زندگی‌نامه‌نویس او ویلیام هاینتز، گفته بود که برایانت «این منصب را تا ۱۸۷۰ بدون سفردریایی فراتر از گولدن گیت نگهداشته بود».: 95–96 
برایانت در سال ۱۸۷۱ عضو کمیته مالی شرکت بیمه سرمایه‌گذاری در ایالت بود. او این حرفه در بیمه را همزمان با شهرداری سانفرانسیسکو ادامه داد و از ۱۸۸۲ به بعد او رئیس شرکت برقی کالیفرنیا نیز بود. او به عنوان یک «چهره برجسته در بخش بیمه» شناخته می‌شد.

### عضویت‌ها
اگرچه برایانت یک دموکرات بود، او در جریان جنگ داخلی ایالت متحده با حزب جمهوری‌خواهان همسو شد و در سال ۱۸۷۱ او در سازماندهی اتحادیه برودریک در انجمن جمهوری‌خواهان کالیفرنیا که به افتخار سناتور این ایالت که در جنگ تن به تن با رئیس دادگستری کالیفرنیا دیوید اس تیری کشته شدند، نام‌گذاری شده بود، کمک کرد و به‌عنوان مأمور ریاست آن کار کرد. قطع‌نامه تأسیس این اتحادیه تذکر داشت که برودریک کوشیده‌است تا یک سازمانی را شکل بدهد که «اصل اساسی آن مخالفت با تجدید برده‌داری است».
سال بعد، ۱۸۷۲، برایانت نقش فعالی در آغاز یک شاخه جنبش جمهوری‌خواه لیبرال به‌نام انجمن مرکزی گریلی داشت. هدف این جنبش حمایت از هوراس گریلی به‌عوض اولیس اس گرانت برای ریاست جمهوری بود.
تا سال ۱۸۷۳ برایانت رئیس باشگاه پاسیفیک جوکی بود که مسابقات اسب دوانی را در میدانی در شهر برگزار می‌کرد.
او همزمان رئیس لژ غربی به‌نام ماسون‌های آزاد پذیرفته شده و عضو هیئت امنای کالج میلس در آنکلند بود. در سال ۱۸۷۵، او در سازماندهی گشت آتش‌نشانی سانفرانسیسکو که هدف آن کشف و مانع آتش و نجات ملک از آتش‌سوزی بود، کمک کرد.
در سال ۱۸۷۶ برایانت یکی از سازمان دهندگان انجمن پیشگیری از ستم بر کودکان بود.

### شهر نیویورک
به‌عنوان شهردار منتخب، برایانت به شهر نیویورک در سال۱۸۷۵ سفر کرد و در آنجا با همراهی مقامات عمومی، ستاد پلیس بروکلین و با شام مجللی در هتل ویندسور در منهتن مورد استقبال قرار گرفت. او در یکی از اجلاس هیئت انجمن شهر نیویورک شرکت کرد و در پهلوی رئیس هیئت ساموئل ای لوئیس نشسته بود.

### وفات
برایانت در۱۱ مه سال ۱۸۸۸ بعد از سقوط از قایقی که از سانفرانسیسکو به آکلند در حرکت بود، درگذشت. در نخست تصور به این می‌شد که او خودکشی کرده‌است و سه ستون مکمل سانفرانسیسکو کرونیکل به همین فرضیه اختصاص یافته بود:
اولین حدس این بود که طریقه مرگ غم‌انگیز این شهروند شناخته شده خود یک مدرک خودکشی بود. پیشرفت‌های بعدی تنها به تقویه این نظریه و برطرف کردن تمام تردیدها که پایان بی موقع زندگی و حرفه شهردار سابق نتیجه نومیدی و تحریک شده توسط مشکلات مالی و جسمانی بوده‌است.
نیویورک تایمز گزارش داد که:
برایانت شهردار سابق سانفرانسیسکو با پریدن از قایق انسینال لحظاتی بعد ازینکه قایق سفرش را به آکلند ساعت ۹:۱۵ آغاز کرده بود، به زندگیش خاتمه داد. آقای برایانت هنگام خریداری بلیط متشنج و متزلزل بود و دروازه‌بان آخرین شخصی به نظر می‌رسد که با او صحبت کرده‌است.
اگرچه هیئت منصفه، پزشک قانونی در تاریخ۱۵ مه، ۱۸۸۸ حکم کرد که مرگ او تصادفی بود. این تصمیم اساساً با درنظر گرفتن شهادت پسری به‌نام «جوزف لیکنا» گرفته شده بود. او گفته بود:
هنگامی‌که قایق سه یا چهار بلوک از اسکله فاصله داشت، من مردی را دیدم که در عرشه بالایی قایق بالا و پایین قدم می‌زند. او تنها شخصی بود که آنجا دیدم. او نزدیک به نرده رفت، مبهوت شد و به دریا افتاد و زمانیکه به آب برخورد کرد او دست و پا می‌زد مثل اینکه می‌خواست شنا کند. او از کنار به عقب قایق رفت اما به‌طور اختیاری به آب نپرید.

## حرفه سیاسی

### سان فرانسیسکو

#### انتخابات
حمایت برایانت از هشت ساعت کاری در روز و درخواست او مبنی بر توقف «هجوم» کارگران چینی به کالیفرنیا توجه رهبران دموکرات را جلب نموده او در سال ۱۸۷۵ موفق به کسب نامزدی شهرداری سانفرانسیسکو شد.: 96 
برخی او را به‌خاطر مخالفت با «دموکراسی» (که در آن زمان حزب دموکرات به اصل دموکراسی شهرت داشت) مورد انتقاد قرار می‌دادند. واکنش یک روزنامه این بود: «اتهامی مبنی بر غیر ارتدکس بودن او در بخش دموکراسی نامعقول است…. اگر…. او همراه با حزب جمهوری‌خواهان همکاری می‌کرد، او فقط کاری را کرد که هزاران دموکراتها کردند؛ اگر چنین نمی‌کردند، اتحادیه نابود می‌شد».: 98 